# 82.ª División Aerotransportada
La 82.ª División Aerotransportada (en inglés, 82nd Airborne Division) es una división de infantería paracaidista del Ejército de Estados Unidos con base en Fort Bragg, Carolina del Norte. Forma parte del XVIII Cuerpo Aerotransportado.
La 82.ª División fue creada el 5 de agosto de 1917 y tuvo su sede en Camp Gordon (actualmente Fort Gordon), Georgia. Dado que, inicialmente, los miembros de la división eran oriundos de los cuarenta y ocho estados de los EE. UU., la unidad adquirió el sobrenombre de All American, origen del distintivo AA que llevan en la parte superior del hombro izquierdo los miembros de la división. Entre sus soldados más famosos están el sargento Alvin C. York, el general James M. Gavin, Dave Bald Eagle (nieto de Toro Sentado), el senador Strom Thurmond (325GIR piloto de planeador en la Segunda Guerra Mundial), el senador Jack Reed y el congresista Patrick Murphy (primer veterano de la guerra de Irak elegido congresista).

## Historia
La 82.ª División se creó el 5 de agosto de 1917 en el Ejército Nacional. Fue organizada y formalmente activada el 25 de agosto de 1917 en Camp Gordon, Georgia. La división fue formada íntegramente con nuevos reclutas. Los comandantes descubrieron que estaba compuesta por reclutas de todos los 48 estados de los EE. UU. que existían en ese momento. Debido a esto, fue apodada la división "All American".
La División estaba compuesta, de dos brigadas, de infantería cada una al mando de dos regimiento. La 163.ª Brigada de Infantería al mando del 325.º y del 326.º Regimiento de Infantería. La 164.ª Brigada de Infantería al mando del 327.º y el 328.º Regimiento de Infantería. Y la 157.ª Brigada de Artillería de Campo.

### Primera Guerra Mundial
En abril de 1918 la división se embarcó desde los puertos de Boston, Nueva York y Brooklyn rumbo a Liverpool, Gran Bretaña, para unirse a la Fuerza Expedicionaria Americana para combatir en la Primera Guerra Mundial. A partir de ahí, la división se trasladó al continente europeo, dejando Southampton y rumbo a Le Havre, Francia. Fue enviada a la zona controlada por los británicos en la región de Somme en la primera línea del frente. Sus primeras acciones fueron el envío un pequeño número de soldados y oficiales al frente de batalla para ganar experiencia en combate. El 16 de junio se trasladó por ferrocarril a Toul, Francia tomar posición sobre las líneas del frente en el sector Francés. Sus soldados usaron las armas y el equipo de los franceses para su reabastecimiento. La división fue asignada brevemente al I Cuerpo antes de caer bajo el mando del IV Cuerpo hasta finales de agosto. Se trasladó a Lagney en la región de Woëvre, en el sector, donde combatió junto con la 154.ª División de Infantería francesa.

#### St. Mihiel
La división relevó a la 26.ª División de Infantería el 25 de junio. Aunque Lagney era considerado un sector defensivo, la 82.ª División patrulló activamente y realizó varias incursiones en la región durante varias semanas, antes de ser relevada por el 89.ª División de Infantería. A mediados de agosto se trasladó a Marbache, y relevó a la 2.ª División de Infantería bajo el mando del recién formado Primer Ejército de Estados Unidos. Allí recibió entrenamiento hasta el 12 de septiembre, cuando la división se unió a la batalla Saint-Mihiel.
Una vez que el Primer Ejército pasó a la ofensiva, la 82.ª División participó en una misión para evitar el ataque de las fuerzas alemanas por el flanco derecho del Primer Ejército. El 13 de septiembre, la 163.ª Brigada de Infantería y el 327.º Regimiento de Infantería realizaban incursiones y patrullaban al noreste de Port-sur-Seille, hacia Éply, en Bois de Cheminot, Bois de la Voivrotte, Bois do la Tête d'Or, y Bois Fréhaut. Mientras tanto, el 328.º Regimiento de Infantería, en relación con el ataque de la 90.ª División contra el Bois-le-Prêtre, avanzó por el Río Mosela, y contactó con la 90.ª División, entrando en Norroy, llegando al norte de esa ciudad, donde consolidó su posición. El 15 de septiembre, el 328.º Regimiento de Infantería, con el fin de proteger al flanco de la 90.ª División, reanuda su avance, y alcanza Vandières, pero se retiró al día siguiente a Norroy.
El 17 de septiembre, la Operación St-Mihiel se estabiliza y la 90.ª División es relevada por tropas de la 82.ª División al oeste del río Mosela. El 20 de septiembre, la 82.ª fue relevada por la 69.ª División de Infantería francesa, y se trasladó a las inmediaciones de Marbache y Belleville, para a continuación, estacionarse cerca de Triaucourt y Rarécourt en el área del Primer Ejército. Durante esta operación, la división sufrió fuertes bajas por la artillería enemiga. La operación costó a la 82.ª más de 800 hombres. Entre ellos se encontraba el coronel Emory Pike, primer miembro de la división que obtuvo la Medalla de Honor. La división fue puesta en reserva cerca de Varennes-en-Argonne hasta el 3 de octubre, fecha en que volvió al frente. Durante este tiempo, la división se preparó para la Ofensiva de Meuse-Argonne.

#### Meuse-Argonne
En la noche del 6 al 7 de octubre, la 164.ª Brigada de Infantería relevó a las tropas de la 28.ª División de Infantería, que se encontraban en la primera línea del frente al sur de Fléville, La Forge, a lo largo de la orilla oriental del río Aire. La 163.ª Brigada de Infantería se mantuvo en reserva. El 7 de octubre, la división, menos la 163.ª Brigada, atacó el borde noreste del Bosque de Argonne, progresando hacia Cornay, y ocupó las colinas 180 y 223. El flanco derecho de la división entró Cornay, pero tuvo que retirarse hacia el este y al sur, el flanco izquierdo llegó a la ladera sureste de las tierras altas de Chatel-Chéhéry. El 9 de octubre la división continuó su ataque, y avanzando por su flanco izquierdo, en una línea desde el sur de Pylône a Rau de la Louvière.
El resto del mes, la División se dirigió al norte, avanzado a horcajadas sobre el río Aire a la región este de St-Juvin. El día 10 de octubre relevó a las tropas 1.ª División de Infantería, al norte de Fléville, su nueva línea del frente se extendió al norte y al sur a través de Sommerance. A continuación, atacaron y capturaron Cornay y Marcq. El 11 de octubre, el flanco derecho de la división ocupó el norte de Sommerance la zona alta de Rance Rau mientras que el flanco izquierdo se dirige al sur del río Aire. Al día siguiente, la 42.ª División de Infantería relevaron a las tropas de la 82.ª cerca de Sommerance, lo que le permitió reanudar el ataque. La 82.ª pasa a través de la línea Hindenburg, una posición defensiva, y avanza al norte de la carretera de St-Georges a St-Juvin.
El 18 de octubre, la división relevó a elementos de la 78.ª División de Infantería en Marcq y Champigneulle. El 31 de octubre, la 82.ª División, con excepción de su artillería, fue relevada por la 77.ª División y la 80.ª División, y se reúnen en el Bosque de Argonne cerca de Champ-Mahaut. El 2 de noviembre, la división se concentra cerca de La Chalade y Les Islettes, El día 10 de noviembre se trasladó a Bourmont, donde permaneció hasta el armisticio del 11 de noviembre. Durante esta campaña, la división sufrió otros 7000 muertos y heridos. A un segundo soldado de la división, el sargento Alvin C. York, le fue otorgada la Medalla de Honor durante esta campaña.
Al finalizar la guerra la División contabilizó un total de 8077 bajas, 995 muertos y 7082 heridos.

#### Posguerra
Al concluir la guerra la División se trasladó a Prauthoy, donde permaneció hasta febrero de 1919. Regresó a los Estados Unidos entre los meses de abril y mayo y fueron desmovilizados y desactivados en Camp Mills, Nueva York el 27 de mayo.
Durante los siguientes 20 años la División sólo existió como una unidad de reserva.
Se crea el 24 de junio de 1921, estableciendo su Cuartel General en Columbia, Carolina del Sur en enero de 1922. Elementos de la 82.ª División forman parte de la recién creada Reserva del Ejército de los Estados Unidos, y son enviados a diferentes localidades en Carolina del Sur, Georgia y Florida.

### Segunda Guerra Mundial

#### De Luisiana a Italia

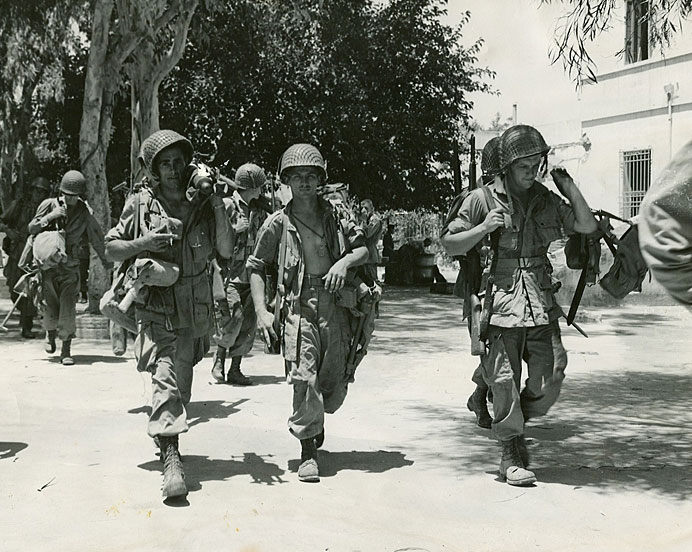
Miembros del 504.º Regimiento de Infantería Paracaidista de patrulla por Sicilia, después de la captura de la isla a principios de julio de 1943.

La 82.ª División se reintegró al servicio activo el 25 de marzo de 1942, en Camp Claiborne, Luisiana, bajo el mando del mayor general Omar Bradley. Durante este período de tiempo, la división reunió a cuatro oficiales que en última instancia, conducirían al ejército estadounidense durante las dos décadas siguientes: Matthew B. Ridgway, Mate D. Query, James M. Gavin, y Maxwell D. Taylor.
El 15 de agosto de 1942, la 82.ª División de Infantería se convirtió en la primera división aerotransportada del Ejército, y pasó a llamarse 82.ª División Aerotransportada. En abril de 1943, sus paracaidistas fueron desplegados en el norte de África bajo el mando del mayor general Mate B. Ridgway para participar en la campaña para la invasión de Italia. La División entró en combate por primera vez con dos saltos en paracaídas en Sicilia, el 9 de julio y Salerno el 13 de septiembre. El asalto inicial fue realizado por el 505.º Regimiento de Infantería Paracaidista, este fue el primer asalto en paracaídas, en combate, realizado a tamaño de regimiento llevado a cabo por el ejército estadounidense. El primer asalto en planeador no se produjo hasta Operación Neptuno como parte del Día D. 
En enero de 1944, el 504.º Regimiento de Infantería Paracaidista, se separó de la división, temporalmente, para luchar en Anzio, adoptó el apodo de «Diablos en pantalones holgados» (en inglés Devils in Baggy Pants), tomado de una entrada en el diario de un oficial alemán. Mientras el 504.º Regimiento combatía en Anzio, el resto de la 82.ª División fue enviada al Reino Unido en noviembre de 1943 para prepararse para la liberación de Europa. Fueron acuarteladas en las bases de la RAF de North Witham y de Folkingham

#### De Francia a Alemania

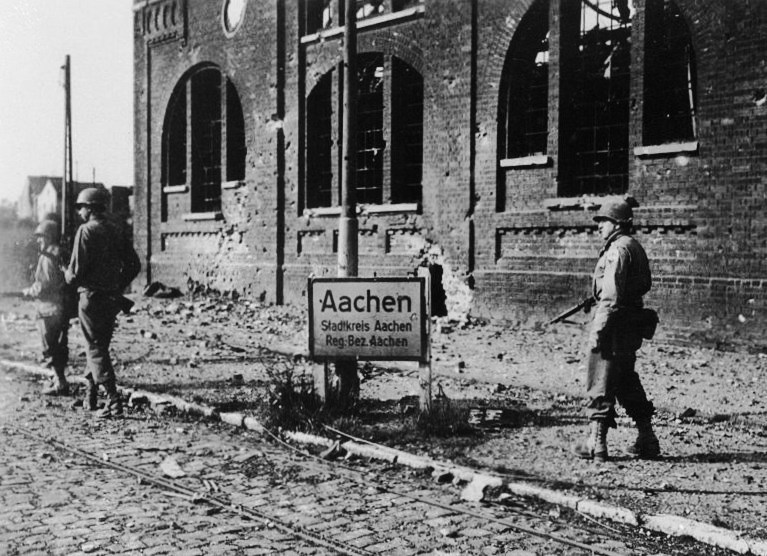
Soldados del 504.º Regimiento de Infantería Paracaidista en Aachen, Alemania.

Con dos asaltos de combate a sus espaldas, la 82.ª División Aerotransportada estaba lista para la operación aérea más ambiciosa de la guerra, la invasión de Normandía. La División formó parte del asalto aéreo de la Operación Overlord.
Durante la preparación de la operación, la división fue reorganizada. Para facilitar la integración de las tropas de reemplazo, y el descanso después de los combates en Italia, el 504.º Regimiento no formó parte de la 82.ª durante la invasión. Dos nuevos regimientos de Infantería de Paracaidistas, el 507.º y el 508.º, se unen junto con el 505.º Regimiento. El 5 y el 6 de junio, estos paracaidistas, y los Regimientos de Artillería Aerotransportada 319.º y 320.º, embarcaron en cientos de aviones de transporte y planeadores, comenzando así la historia más grande del asalto aerotransportado. Su 325.º Regimiento de Infantería de Planeadores, aterrizó el 7 de junio.
Después de 33 días de combate la 82.ª División regresó a Inglaterra. Las bajas sufridas por la División fueron 
5245 soldados muertos, heridos o desaparecidos. En un informe posterior a la batalla del general de división Ridgway, declaró: "... 33 días de acción sin que nadie nos relevara, sin reemplazos. Se cumplieron todas las misiones. Ningún terreno ganado fue abandonado."
Después de Normandía, la 82.ª se convirtió en parte del recién organizado XVIII Cuerpo Aerotransportado, formado por la 17,ª, la 82.ª, y la 101.ª División Aerotransportada estadounidenses. Al mando del XVIII Cuerpo fue puesto el general de división Ridgway, pero no fue promovido a teniente general hasta 1945. Su recomendación para la sucesión como comandante de la 82.ª División fue la del general de brigada James M. Gavin. La recomendación Ridgway fue aprobada y James M. Gavin fue ascendido al grado de mayor general, convirtiéndose así en el general de dos estrellas más joven, al mando de una división del Ejército estadounidense desde la guerra de Secesión. 
El 2 de agosto de 1944 la división pasó a formar parte del Primer Ejército Aerotransportado Aliado. En septiembre, la 82.ª comenzó a planificar la Operación Market Garden en los Países Bajos, la operación cuyo objetivo táctico era capturar una serie de puentes sobre los principales ríos de los Países Bajos (bajo ocupación alemana) y de algunas carreteras tras las líneas alemanas. El 504.º Regimiento fue reasignado a la 82.ª, mientras que el 507.º Regimiento fue asignado a la 17.ª División. El 17 de septiembre la 82.ª llevó a cabo su cuarto asalto combate durante la Segunda Guerra Mundial. 
La 82.ª División consiguió completar sus objetivos y capturó Grave y Nimega. Su éxito, sin embargo, duró poco debido a la derrota de otras unidades aliadas en la batalla de Arnhem.
Después de un período de servicio en el frente de Arnhem, la 82.ª fue relevada por tropas canadienses, y enviada a Francia.
El 16 de diciembre los alemanes lanzaron una ofensiva sorpresa a través del bosque de las Ardenas, conocida como la batalla de las Ardenas. El 18 de diciembre la 82.ª se unió a la campaña atacando a las tropas del General Gerd von Rundstedt. Después de ayudar a asegurar el Ruhr, la división puso fin a su participación en la guerra en Ludwigslust más allá de río Elba, aceptando la rendición de más de 150 000 soldados del 21.er Ejército bajo el mando del teniente general Kurt von Tippelskirch.
Tras la rendición de Alemania, la 82.ª recibió la orden de ocupar Berlín, ocupación que duró desde abril hasta diciembre de 1945. En Berlín el general George Patton quedó tan impresionado con la guardia de honor de la 82.ª que dijo: "En todos mis años en el ejército de todas los guardias de honor que he visto, la guardia de honor de la 82.ª es sin duda la mejor." Desde ese día la "All-American" es conocida como "Guardia de Honor de Estados Unidos."
La guerra terminó antes de su participación prevista en la invasión de Japón.
Las bajas en la 82.ª División durante la Segunda Guerra Mundial fueron, 1619 muertos en acción, 332 muertos por heridas en combate y 6560 heridos. 

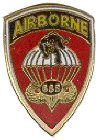
Insignia 555.º Regimiento de Infantería Paracaidista

### Posguerra
La división volvió a los Estados Unidos el 3 de enero de 1946. Regresó a bordo del RMS Queen Mary. En 1947, el 555.º Batallón de Infantería Paracaidista, compuesto por afroamericanos, fue asignado al 505.º Regimiento de Infantería Paracaidista de la 82.ª División. En lugar de ser desmovilizados, la 82.ª encontró un hogar permanente en Fort Bragg, Carolina del Norte, y asignada al del Ejército Regular, el 15 de noviembre de 1948. La 82.ª no fue enviada a la guerra de Corea, ya que los Presidentes Truman y Eisenhower prefirieron mantenerla en reserva estratégica en caso de un ataque de la Unión Soviética en cualquier parte del mundo. La vida de la 82.ª durante los años 1950 y 1960, consistió en ejercicios de entrenamiento intensivo en todos los ambientes y lugares, entre ellos Alaska, Panamá, el Lejano Oriente y el territorio continental de Estados Unidos.

#### República Dominicana y despliegues en Vietnam
En abril de 1965, la 82.ª División entró en combate durante la guerra civil en la República Dominicana, en la que más de 3000 dominicanos murieron. Encabezada por 3.ª Brigada, la 82.ª fue desplegada como parte de las fuerzas en la Operación Power Pack. Dentro de los Estados Unidos, en 1967, la 82.ª fue enviada a Detroit para hacer frente los disturbios raciales.
Un año más tarde, la 82.ª entró de nuevo en acción. En enero de 1968 durante la Ofensiva del Tet, en la República de Vietnam, la 3.ª Brigada se puso en camino a Chu Lai, 24 horas después de recibir sus órdenes. La 3.ª Brigada entró combate en Huế y Phú Bài, una zona asignada al I Cuerpo. Más tarde, se trasladó al sur de Saigón y durante más de 22 meses combatió en el Delta del Mekong, el Triángulo de Hierro y a lo largo de la frontera de Camboya.
Las bajas en acción durante la guerra de Vietnam fueron 227 muertos y 1009 heridos.
Regresaron a Fort Bragg el 12 de diciembre de 1969.

#### Post Vietman y operaciones en la década de 1980
En la década de 1970 la división fue puesta tres veces en alerta. La primera vez fue en octubre de 1973 por causa de la guerra de Yom Kipur, la segunda en mayo de 1978 a causa de un posible golpe de Estado en Zaire y la tercera en noviembre de 1979 con motivo de la Crisis de los rehenes en Irán. La división forma el núcleo de la recién creada Fuerzas de Despliegue Rápido de Estados Unidos.
El 25 de octubre de 1983, elementos de la 82.ª proporcionan ayuda al 1.er y 2.º batallón de Rangers durante la invasión de Granada. La primera unidad de la 82.ª en desplegarse fue el 2.º Batallón, perteneciente al 325.º Regimiento de Infantería. El 26 y el 27 de octubre, el 1.er Batallón, del 505.º Regimiento, y el 1.er Batallón, del 508.º Regimiento, fueron desplegados en Granada como unidades de apoyo. Las Operaciones militares en Granada finalizaron a principios de noviembre.
La operación puso a prueba la capacidad de la división para actuar como una fuerza de despliegue rápido. El primer avión con soldados del 2.º Batallón tocó tierra en Punta Salinas 17 horas después de la notificación.
En marzo de 1988, una Task Force compuesta por dos batallones del 504.º Regimiento de Infantería, llevaron a cabo una inserción en Honduras como parte de Operación Faisán de Oro. El despliegue fue anunciado como un ejercicio de entrenamiento conjunto, pero los paracaidistas estaban dispuestos a luchar. El despliegue obligó a los Sandinistas a retirarse a Nicaragua. La Operación Faisán de Oro demostró que los paracaidistas estaban preparados para el futuro combate en un mundo cada vez más inestable.
El 20 de diciembre de 1989, la 82.ª forma parte de las tropas durante la invasión de Panamá. Realizaron un asalto aéreo por primera vez desde la Segunda Guerra Mundial en el Aeropuerto Internacional Torrijos, Panamá. El objetivo era expulsar a Manuel Noriega del poder. Tras el salto nocturno y el ataque al aeropuerto la 82.ª siguió con las misiones de combate Ciudad de Panamá y las áreas circundantes. Los paracaidistas regresaron a Fort Bragg el 12 de enero de 1990.

#### Guerra del Golfo

Mapa de las operaciones terrestres de la Operación Tormenta del Desierto.

El 2 de agosto de 1990 el Ejército iraquí invade Kuwait, el 8 de agosto la 82.ª se convirtió en la vanguardia del más grande despliegue de tropas estadounidenses desde Vietnam como parte de Operación Escudo del Desierto. La primera unidad desplegada en Arabia Saudita fue la 2.ª Brigada de la división. Seguida poco después, por el resto de la división. 
El 16 de enero de 1991, comenzó la Operación Tormenta del Desierto cuando los aviones aliados atacaron objetivos de guerra iraquíes. Paralelo al comienzo de los ataques aéreos, elementos de la 82.ª se desplegaron inicialmente en las inmediaciones de las instalaciones petroleras de la compañía Saudi Aramco situadas a las afueras de Abqaiq, Arabia Saudita. Coincidiendo con el inicio de la guerra aérea, tres compañías de Transporte Ligeros pertenecientes a la Guardia Nacional de los Estados Unidos, la 253.ª (NJARNG), 1122.ª (AKARNG), y la 1058.ª (MAARNG) se unieron al 2.º Batallón de la 82.ª. En las siguientes semanas utilizando principalmente los camiones de 5 toneladas, el 2.º Batallón se trasladó al norte para "aprovechar la carretera" en las proximidades de Rafha, Arabia Saudita. La campaña terrestre comenzó casi seis semanas después. El 23 de febrero, paracaidistas de la 82.ª avanzando por el flanco del XVIII Cuerpo Aerotransportado penetran en Irak con sus unidades acorazadas. El 2.º Batallón asignado a la 6.ª División Blindada Ligera francesa se convierte en el extremo flanco izquierdo del XVIII Cuerpo. Durante las 100 horas de la guerra terrestre, la 82.ª penetró profundamente en Irak, capturando a miles de soldados iraquíes y toneladas de equipo, armas y municiones. Tras la liberación de Kuwait, la mayoría de la división regresó a Fort Bragg a finales de abril.

#### Huracán Andrew
En agosto de 1992, la división fue desplegada en la zona devastada por el huracán del sur Florida para proporcionar asistencia humanitaria debido al huracán Andrew. Durante más de 30 días, los soldados proporcionaron alimentos, refugio y atención médica a la población de Florida.

#### Operación Restaurar la Democracia
El 16 de septiembre de 1994, la 82.ª División Aerotransportada se unió a la Operación Restaurar la Democracia, con el fin de ayudar a derrocar a la dictadura militar de Raoul Cédras y restaurar al presidente democráticamente elegido, Jean-Bertrand Aristide. Al mismo tiempo que el expresidente de EE. UU., Jimmy Carter y ex Presidente del Estado Mayor Conjunto de los Estados Unidos Colin Powell estaban negociando con Cédras para restaurar a Aristide en el poder, la primera oleada de la 82.ª estaba en el aire. Cuando los militares haitianos verificaron a través de fuentes externas que la 82.ª estaba en camino, Cédras renunció, evitando la invasión.

#### Operaciones Safe Haven y Safe Pasaje
En diciembre de 1994, el 2.º Batallón del 505.º Regimiento de Infantería Paracaidista, fueron desplegados como parte de las operaciones Safe Haven y Safe Passage, con estas operaciones se crean una serie de campamentos para los refugiados cubanos, que habían intentado entrar ilegalmente en los Estados Unidos. El batallón participó en la salvaguardia de los refugiados cubanos y patrullando activamente en los campamentos durante dos meses, regresando a Fort Bragg, en febrero de 1995.

#### Operación Joint Endeavor
En diciembre de 1995, unidades de la 82.ª se prepararon para un posible salto en paracaídas, para apoyar los elementos de la 1.ª División Blindada que había sido desplegada en Bosnia-Herzegovina como parte de Operación Joint Endeavor.

#### Operación Allied Force

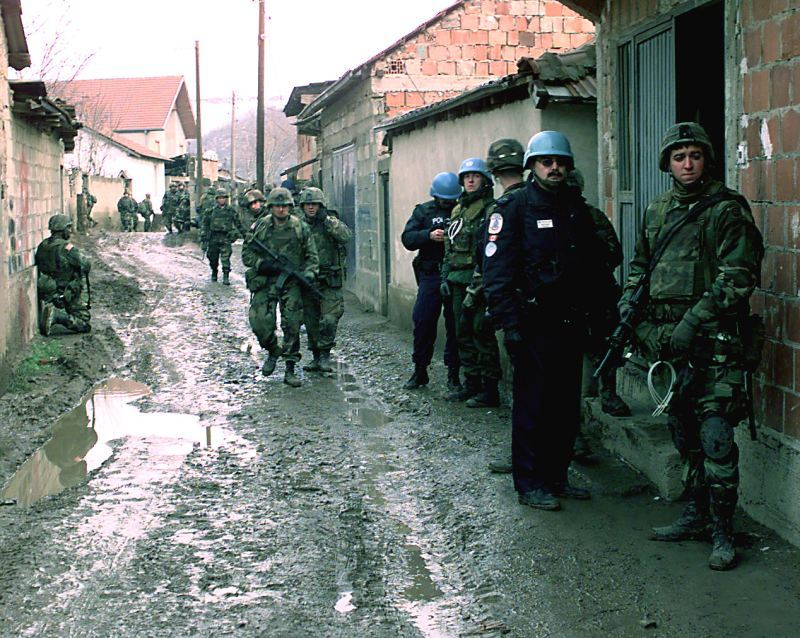
Soldados del Batallón, 504.º Regimiento de Infantería Paracaidista en Mitrovica, Kosovo.

En marzo de 1999, el 2.º Batallón del 505.º Regimiento fue desplegado a lo largo de la frontera de Albania y Kosovo en apoyo de la Operación Allied Force. La OTAN comenzó una campaña de bombardeos contra la República Federal de Yugoslavia. En septiembre de 1999, el 3.er Batallón, del 504.ª Regimiento, releva al 2.º Batallón en el marco de la Operación Joint Guardian, el 3.erBatallón fue sustituido en marzo de 2000 por elementos de la 101.ª División Aerotransportada.

### 2001-presente

#### Operación Libertad Duradera

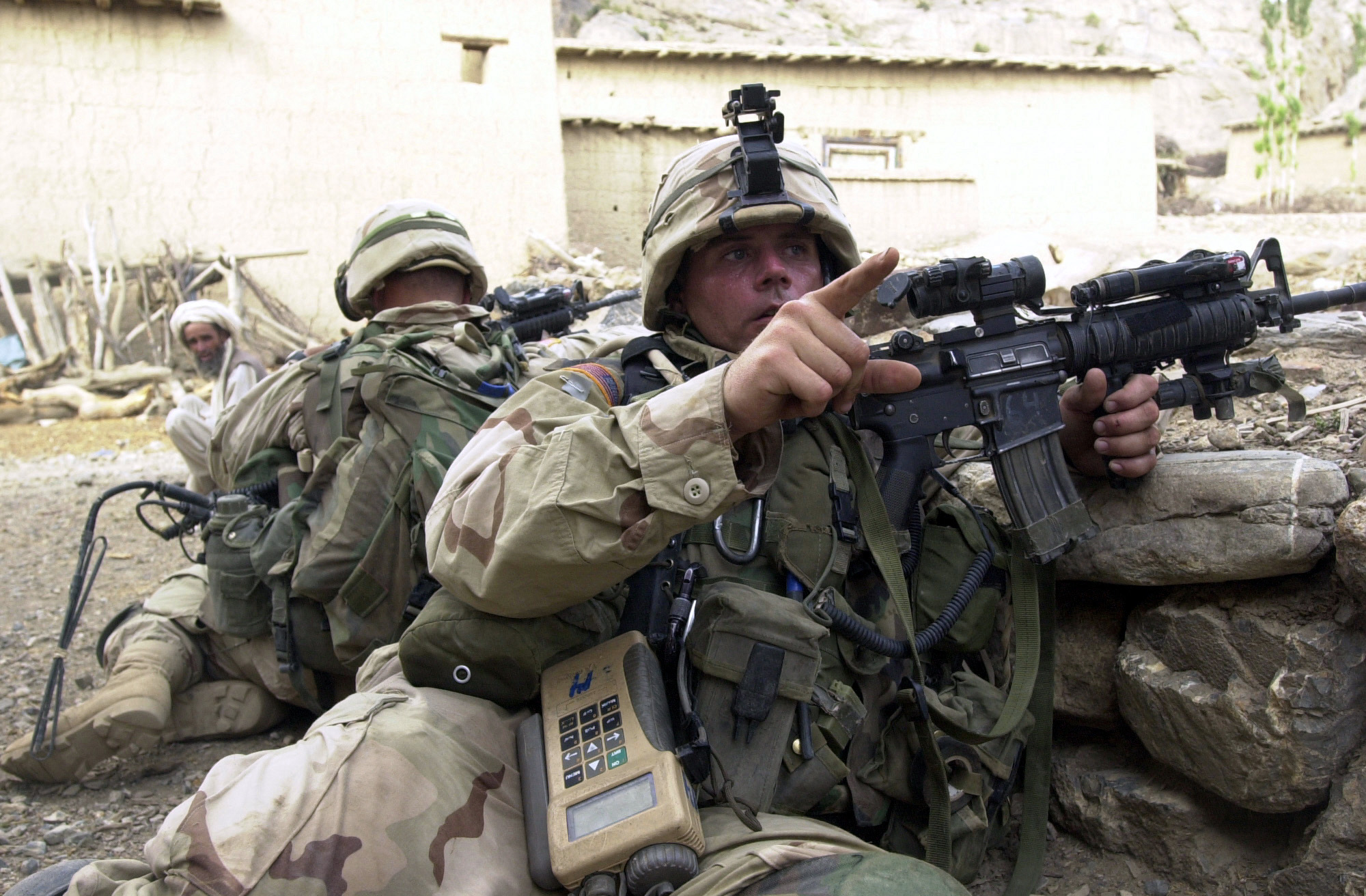
Miembros del Batallón 505.º Regimiento, en la ciudad de Gangikhel, Afganistán.

Después de los atentados del 11 de septiembre de 2001, la 82.ª fue enviada a Afganistán en octubre de 2001 en apoyo de Operación Libertad Duradera en la zona de responsabilidad del Comando Central para apoyar operaciones de combate.
En junio de 2002, elementos del Cuartel General y la 3.ª Brigada son desplegados Afganistán. En enero de 2003 la 1.ª Brigada relevo a la 3.ª Brigada. Durante el despliegue de la 1.ª Brigada en Afganistán, 70 soldados de la Compañía B, 3.er Batallón, 504.º Regimiento y una compañía del 2.º Batallón, 75.º Regimiento Ranger, saltaron al oeste de Afganistán.
A finales de septiembre de 2004 la National Command Authority alertó al 1.er Batallón, 505.º Regimiento para un despliegue de emergencia en Afganistán para ayudar a garantizar la seguridad en la primera vuelta de las elecciones celebradas en octubre de 2004.
Unidades de la División han sido enviadas a Afganistán en diferentes despliegues, en la actualidad se encuentra desplegada la 4.ª Brigada (BCT-4), está previsto que regrese a Fort Bragg en agosto de 2010.

#### Operación Libertad Iraquí

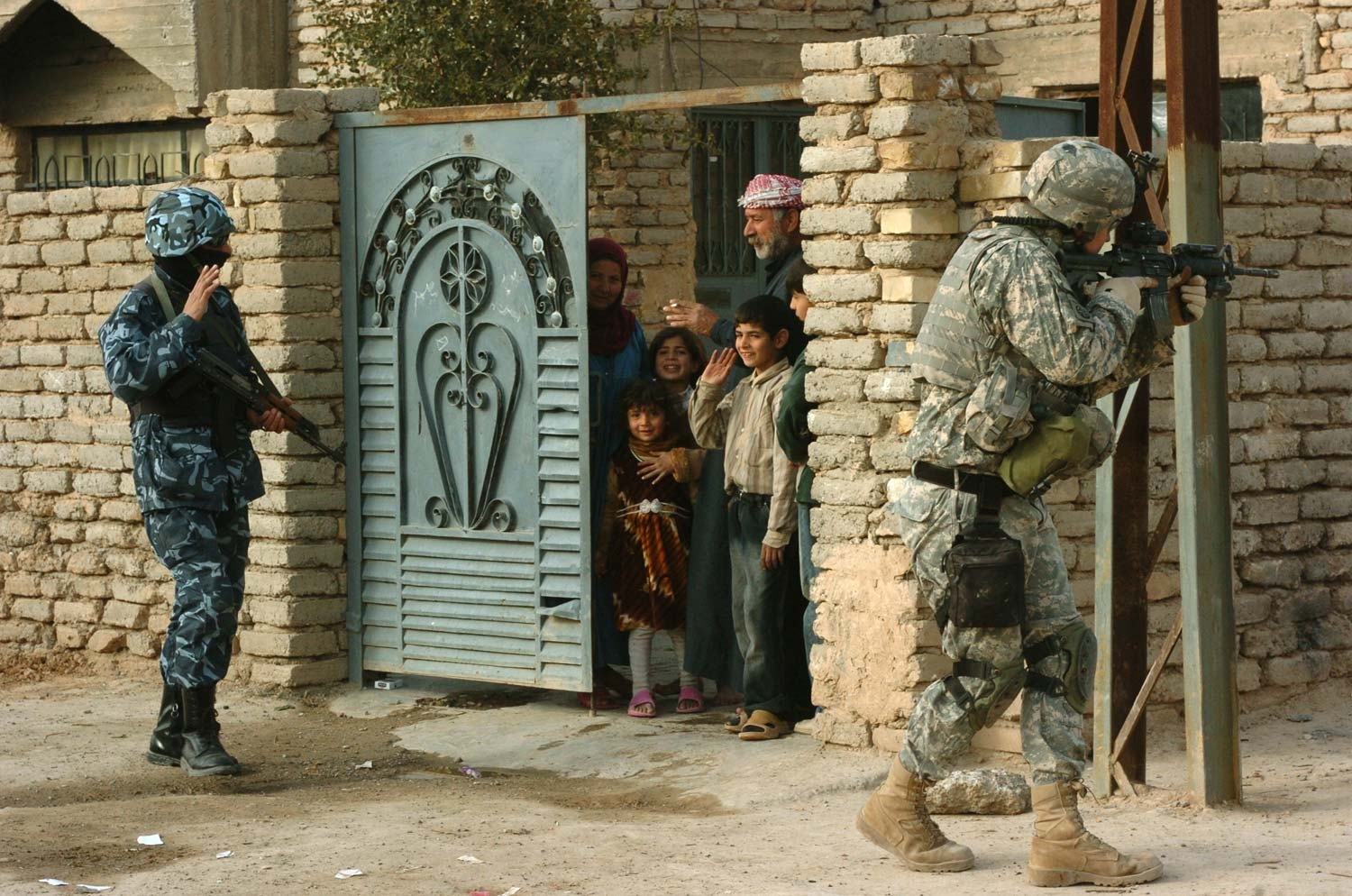
Una patrulla conjunta de la policía iraquí y soldados de la Compañía C, 2.º Batallón, 505.º Regimiento de Infantería Paracaidista en Samarra, de 30 de enero de 2007.

En marzo de 2003, 2.º Batallón del 325.º Regimiento fue adscrito al 75.º Regimiento Rangers como parte de una Unidad de operaciones especiales para llevar a cabo un asalto en paracaídas para tomar el Aeropuerto Internacional Saddam en apoyo de Operación Libertad Iraquí. Tras la anulación del salto en paracaídas para tomar el aeropuerto, el Batallón regresó con su Regimiento cerca de Nasiriya, Irak. En agosto de 2003 el Cuartel General de la División y el 3.er Batallón son enviados a Irak, para tomar el mando de las operaciones de combate en Bagdad y sus alrededores. El Cuartel General fue relevado por la I Marine Expeditionary Division en marzo de 2004 y las restantes unidades de la 82.ª reasignadas a Fort Bragg en abril de ese mismo año. Por primera vez en dos años la 82.ª estaba al completo en Fort Bragg. 
Durante este despliegue inicial 36 soldados de la división murieron y unos 400 resultaron heridos, de los aproximadamente 12 000 desplegados.
En 2005 dos batallones de infantería de la 82.º División, el 2.º y 3.er Batallón del 325.º Regimiento, fueron enviados a Irak días antes del referéndum, para la aprobación de la nueva constitución iraquí.
Unidades de la división han continuado con los despliegues en Irak en periodos que van desde los cuatro a los quince meses.
El periodista Karl Zinsmeister que acompañó a la 82.ª División Aerotransportada durante los primeros días de la participación publicó un libro de 2003, Boots on the Ground: A Month with the 82nd Airborne in the Battle for Iraq (Botas en el suelo: Un mes con la 82.ª División Aerotransportada en la Batalla de Irak).

#### Huracán Katrina
La 3.ª Brigada de la 82.ª División junto con otras unidades de apoyo fueron desplegadas para colaborar en la búsqueda y rescate y realizar operaciones de seguridad en Nueva Orleáns, Luisiana tras la inundaciones sufridas por el paso del huracán Katrina en septiembre de 2005. Cerca de 5000 paracaidistas al mando del mayor general William B. Caldwell IV, operaban en el Aeropuerto Internacional Louis Armstrong.

### Orden de batalla
82nd Airborne Division Units:
- 1st Brigade Combat Team

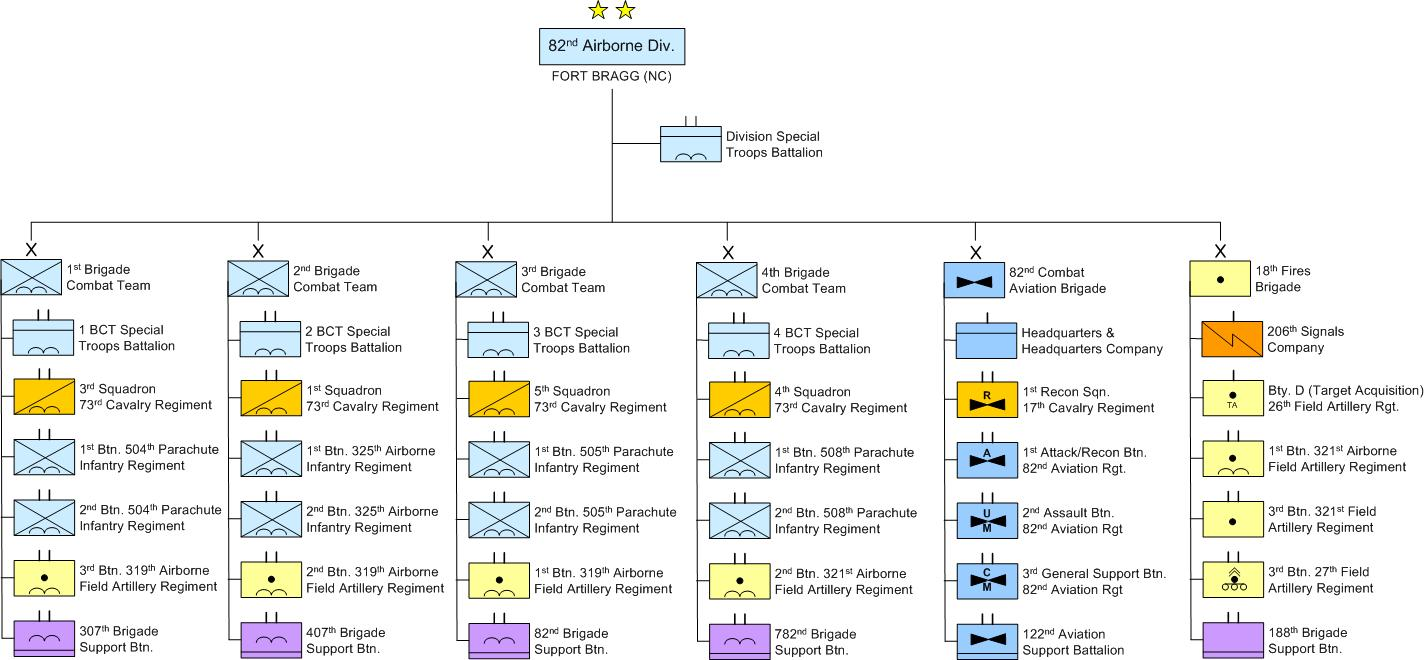
Orden de Batalla de la 82.ª División Aerotransportada. 2016

  - 1.er Batallón, 504.º Regimiento de Infantería Paracaidista
  - 2.º Batallón, 504.º Regimiento de Infantería de Paracaidista
  - 3.er Escuadrón, 73.er Regimiento de Caballería
  - 3.er Batallón, 319.º Regimiento Aerotransportado de Artillería de Campaña
  - 307.ª Brigada Apoyo del Batallón
  - 1.er Batallón de Tropas Especiales
- 2nd Brigade Combat Team
  - 1.erBatallón, 325.º Regimiento de Infantería Aerotransportada
  - 2.º Batallón, 325.º Regimiento de Infantería Aerotransportada
  - 1.er Escuadrón, 73.º Regimiento de Caballería
  - 2.º Batallón, 319.º Regimiento Aerotransportado de Artillería de Campaña
  - 407.ª Brigada Apoyo del Batallón
  - 2.º Batallón de Tropas Especiales
- 3rd Brigade Combat Team 
  - 1.er Batallón, 505.º Regimiento de Infantería Paracaidista
  - 2.º Batallón, 505.º Regimiento de Infantería de Paracaidistas
  - 5.º Escuadrón, 73.º Regimiento de Caballería
  - 1.er Batallón, 319.º Regimiento Aerotransportado de Artillería de Campaña
  - 82.ª Brigada Apoyo del Batallón
  - 3.er Batallón de Tropas Especiales
- 4th Brigade Combat Team
  - 1.er Batallón, 508.º Regimiento de Infantería Paracaidista (ex 3/504)
  - 2.º Batallón, 508.º Regimiento de Infantería de Paracaidistas (ex 3/325)
  - 4.º Escuadrón, 73.º Regimiento de Caballería
  - 2.º Batallón, 321.º Regimiento Aerotransportado de Artillería de Campaña
  - 782.ª Brigada Apoyo del Batallón
  - 4.º Batallón de Tropas Especiales
- 18th Fires Brigade
  - Cuartel General
  - 1.er Batallón, 321.º Regimiento de Artillería de Campaña (M777 obús)
  - 3.er Batallón, 321.º Regimiento de Artillería de Campaña (M777 obús)
  - 3.er Batallón, 27.º Regimiento de Artillería de Campaña (HIMARS)
  - 188.ª Brigada Apoyo del Batallón
  - Batería D, 26.º Regimiento de Artillería de Campaña (Adquisición de Objetivos)
  - 206.ª Compañía de Señales
- Combat Aviation Brigade 
  - Cuartel General
  - 1.er Batallón, 82.º Regimiento de Aviación (Reconocimiento de Ataque) AH-64D Longbow Apache
  - 2.º Batallón, 82.º Regimiento de Aviación (Asalto) UH-60L Black Hawk
    - Compañía F (Pathfinder)

  - 3.er Batallón, 82.º Regimiento de Aviación
  - 1.ª Escuadrilla, 17.º Regimiento de Caballería (Reconocimiento)
  - 122.º Batallón de Apoyo

## Tradiciones
Para conmemorar el cruce del río Waal, en 1944, por el 504.º Regimiento de Infantería Paracaidista y el 307.º Batallón Aerotransportado de Ingenieros durante Operación Market Garden, se recrea anualmente El cruce del Waal en el aniversario de la operación, una competición que se celebra en el lago McKellars cerca de Fort Bragg. La compañía ganadora recibe una pala. La pala significa que en el cruce original, muchos paracaidistas tuvieron que remar con sus armas porque los barcos carecían remos suficientes.

## Honores
Condecoraciones y honores ganados por la 82.ª División.

### Premios por participaciones en Campaña
- Primera Guerra Mundial

1. San Mihiel
2. Meuse-Argonne
3. Lorena 1918

- Segunda Guerra Mundial

1. Sicilia
2. Nápoles-Foggia
3. Normandía (con )
4. Renania (con )
5. Ardenas-Alsacia
6. Europa Central

- Fuerzas Armadas Expedicionarias

1. República Dominicana
2. Granada
3. Panamá

- Sudoeste de Asia

1. Defensa de Arabia Saudita
2. Liberación y Defensa de Kuwait
3. Operación Libertad Duradera
4. Operación Libertad Iraquí

### Medallas a nivel de la División
- Presidential Unit Citation
  - Sainte-Mère-Église
  - Operación Market Garden
  - Chiunzi Pass/Naples/Foggia
Otorgada a las siguientes unidades de la 82.ª División: 319th Glider Field Arty Bn, 307th Engineer Bn (2nd), 80th Anti-aircraft Bn y Compañía H, 504.º Regimiento Infantería Paracaidista 
  - Batalla de Samawah Abril de 2003 adjudicado al 2nd Brigade Combat Team (325.º Regimiento de Infantería Aerotransportado)
- - Valorous Unit Citation
Operación Libertad Duradera
 3rd Brigade Combat Team, OIF 1
- - Meritorious Unit Commendation
Sudeste Asiático
- Croix de guerre 1939-1945 con Palma 
  - Segunda Guerra Mundial, por Sainte Mère-Église
  - Segunda Guerra Mundial, por Cotentin
  - Segunda Guerra Mundial, Fourragère
- Citación en la Orden del Día del Ejército Belga por acciones en la Batalla de las Ardenas
- Citación en la Orden del Día del Ejército Belga por acciones en Bélgica y Alemania
- Orden Militar de Guillermo, Reino de los Países Bajos Por su valentía y servicio valeroso en la batalla de Nijmegen 1944 durante la Operación Market Garden

### Medallas a título individual
- 41 Cruces por Servicio Distinguido
- 24 Legiones al mérito
- 759 Estrellas de Plata
- 41 Medallas del Soldado
- 1.873 Estrellas de Bronce
- 15 Medallas del Aviador

## Listado de los Comandantes de la División
| - MG Eben Swift 25 de agosto – 23 de noviembre de 1917 - BG James Erwin 24 de noviembre – 16 de diciembre de 1917 - BG William P. Burnham 27 de diciembre de 1917 – 3 de octubre de 1918 - MG George B. Duncan 4 de octubre de 1918 – 21 de mayo de 1919 - MG Omar N. Bradley 23 de marzo – 25 de junio de 1942 - MG Matthew B. Ridgeway 26 de junio de 1942 – 27 de agosto de 1944 - MG James M. Gavin 28 de agosto de 1944 – 26 de marzo de 1948 - MG Clovis E. Byers 27 de marzo de 1948 – 18 de julio de 1949 - BG Ridgely Gaither 19 de julio – 31 de octubre de 1949 - MG Williston B. Palmer 1 de noviembre de 1949 – 15 de octubre de 1950 - MG Thomas P. Hickey 16 de octubre de 1950 – 31 de enero de 1952 - MG Charles D.W. Canham 1 de febrero de 1952 – 29 de septiembre de 1952 - MG Gerald J. Higgens de 20 de septiembre de 1952 – 14 de septiembre de 1953 - MG Francis W. Farrell 6 de octubre de 1953 – 4 de julio de 1955 - MG Thomas Trapnell 5 de julio – 13 de septiembre de 1956 - MG John W. Bowen 14 de septiembre de 1956 – 27 de diciembre de 1957 - MG Hamilton H. Howze 2 de enero de 1958 – 13 de junio de 1959 - MG Dwight E. Beach 1 de julio de 1959 – 21 de abril de 1961 - MG Theodore J. Conway 22 de abril de 1961 – 6 de julio de 1962 - MG John L. Throckmorton 7 de julio de 1962 – 1 de febrero de 1964 - MG Robert H. York 24 de febrero de 1964 – 15 de julio de 1965 - MG Joe S. Lawrie 2 de agosto de 1965 – 14 de abril de 1967 - MG Richard J. Seitz 15 de abril de 1967 – 12 de octubre de 1968 - MG John R. Deane, Jr. 14 de octubre de 1968 – 14 de julio de 1970 | - MG George S. Blanchard 15 de julio de 1970 – 16 de julio de 1972 - MG Frederick J. Kroesen 17 de julio de 1972 – 7 de octubre de 1974 - MG Thomas H. Tackenberry 8 de octubre de 1974 – 11 de octubre de 1976 - MG Roscoe Robinson, Jr. 11 de octubre de 1976 – 1 de diciembre de 1978 - MG Guy S. Meloy 1 de diciembre de 1978 – 6 de febrero de 1981 - MG James J. Lindsay 6 de febrero de 1981 – 24 de junio de 1983 - MG Edward L. Trobaugh 24 de junio de 1983 – 19 de junio de 1985 - MG Bobby B. Porter 19 de junio de 1985 – 10 de enero de 1986 - MG John W. Foss 10 de enero de 1986 – 10 de octubre de 1986 - BG Raphael J. Hallada 10 de octubre de 1986 – 5 de enero de 1987 - MG Carl W. Stiner 5 de enero de 1987 – 11 de octubre de 1988 - MG James H. Johnson 11 de octubre de 1988 – 29 de mayo de 1991 - MG Henry H. Shelton 29 de mayo de 1991 – 21 de mayo de 1993 - MG William M. Steele 21 de mayo de 1993 – 10 de marzo de 1995 - MG George A. Crocker 10 de marzo de 1995 – 27 de noviembre de 1996 - MG Joseph K. Kellogg, Jr. 27 de noviembre de 1996 – 31 de julio de 1998 - MG Dan K. McNeill 31 de julio de 1998 – 19 de junio de 2000 - MG John Vines agosto de 2000 – mayo de 2003 - MG Charles Swannack octubre de 2002 – 27 de mayo de 2004 - MG William B. Caldwell IV 27 de mayo de 2004 – 7 de abril de 2006 - MG David M. Rodriguez 7 de abril de 2006 – 21 de julio de 2008 - MG Curtis Scaparrotti 21 de julio de 2008 – 5 de agosto de 2010 - MG James L. Huggins 5 de agosto de 2010 – presente |